# Маркшейдерський облік
Маркшейдерський облік (рос. маркшейдерский учет, англ. surveying accounting, surveying record keeping, нім. markscheiderische Erfassung f) — облік стану та руху промислових запасів, втрат та розубоження корисних копалин в надрах, видобутої корисної копалини і обсягів гірничих робіт, виконаних за певний час. Маркшейдерський облік систематично здійснюється маркшейдерською службою гірничого підприємства.